# Pilocarpus pennatifolius
Pilocarpus pennatifolius là một loài thực vật có hoa trong họ Cửu lý hương. Loài này được Lem. miêu tả khoa học đầu tiên năm 1853.

## Hình ảnh

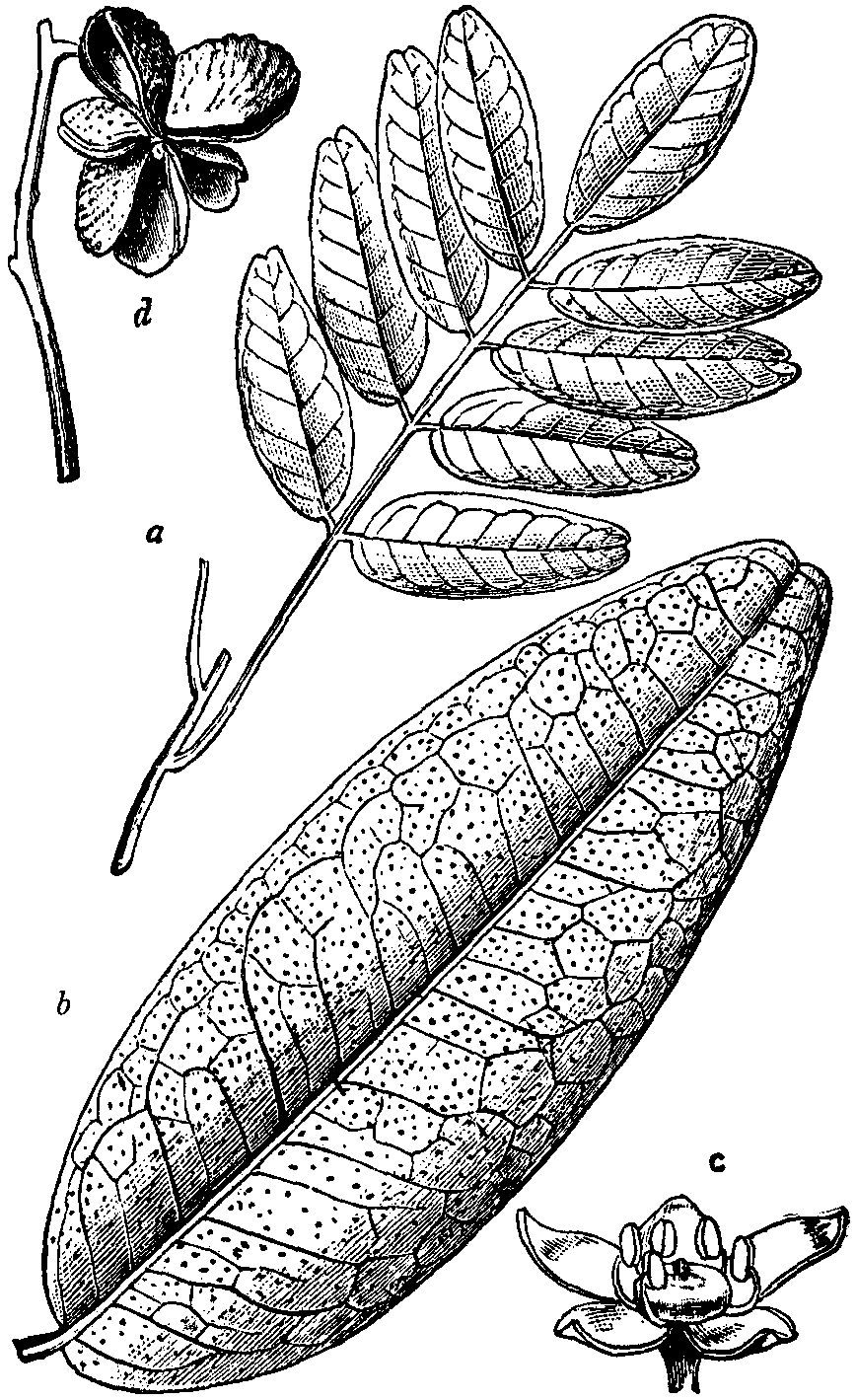